# Нововиленская улица
Нововиленская улица (бел. Нававіленская вуліца) — улица Центрального района Минска. Улица названа в честь города Вильно (название города Вильнюс до 1940 года).
Почтовое отделение — 220053 (Старовиленский тракт, 28/1)

## Описание
Пересекает Старовиленский тракт и идёт с юго-востока на северо-запад. Рядом параллельно идёт Нововиленский переулок. Пересекает улицу Орловская. Вправо от улицы начинаются улицы: Щедрина, Новаторская улица, Мирная улица, Стадионная, переулок Червякова.
Здание Посольства России в Минске расположено по адресу: Нововиленская улица, дом 1А.
По улице не проходит ни один маршрут общественного транспорта Минска.

## Застройка
Номера домов:
- 1, 1А, 2Б, 3, 5, 5А, 6, 7, 7Б, 8, 8А, 9
- 9/А — Детский сад «№ 118»[6]
- 10, 10А, 11, 12, 13, 13А, 15, 18, 20, 20А, 21К1, 21К2, 21К3, 22, 23, 24, 24А, 24Б, 24В, 24Г, 24Д, 25, 26, 28, 29, 32, 36, 38[7], 40, 48, 60

Некоторые дома — барачного типа.